# Michael D. Ford
Pour les articles homonymes, voir Ford (homonymie).
Michael Dickins Ford est un chef décorateur et directeur artistique britannique né le 11 juin 1928 à Godstone en Angleterre et mort le 31 mai 2018.

## Biographie
Né dans le Sud de l'Angleterre, il fait des études d'illustrateur au Goldsmiths, University of London, puis travaille comme artiste de scène avant de devenir directeur artistique au cinéma et à la télévision.
En 1982, avec Norman Reynolds et Leslie Dilley, il est lauréat de l'Oscar des meilleurs décors pour Les Aventuriers de l'arche perdue (Raiders of the Lost Ark). Il remporte un deuxième Oscar dans la même catégorie en 1998 pour son travail dans Titanic.

## Filmographie (sélection)

### Cinéma
- 1980 : Star Wars, épisode V : L'Empire contre-attaque (Star Wars: Episode V – The Empire Strikes Back) d'Irvin Kershner
- 1981 : Les Aventuriers de l'arche perdue (Raiders of the Lost Ark) de Steven Spielberg
- 1983 : Star Wars, épisode VI : Le Retour du Jedi (Star Wars: Episode VI – Return of the Jedi) de Richard Marquand
- 1985 : Le Secret de la pyramide (Young Sherlock Holmes) de Barry Levinson
- 1987 : Empire du Soleil (Empire of the Sun) de Steven Spielberg
- 1987 : Tuer n'est pas jouer (The Living Daylights) de John Glen
- 1989 : Permis de tuer (Licence to Kill) de John Glen
- 1995 : GoldenEye de Martin Campbell
- 1997 : Titanic de James Cameron

### Télévision
- 1972-1973 : L'Aventurier (The Adventurer) (26 épisodes)
- 1974 : Poigne de fer et séduction (The Protectors) (4 épisodes)
- 1976 : Star Maidens (Les Filles du Ciel) (13 épisodes)
- 1976-1977 : Cosmos 1999 (Space: 1999) (24 épisodes)
- 1977 : Chapeau melon et bottes de cuir (The Avengers) (6 épisodes)

## Distinctions
- Oscar des meilleurs décors :

### Récompenses
- 1982 pour Les Aventuriers de l'arche perdue
- 1998 pour Titanic

### Nominations
- 1981 pour L'Empire contre-attaque
- 1984 pour Le Retour du Jedi